# Дубина (Дрогобицький район)
Ду́бина — хутір в Україні, адміністративно входить у склад села Довге Східницької селищної громади Дрогобицького району Львівської області.
Присілок розташований на березі р. Стрий, за 3 км на північний захід від центру с. Довге, за 10 км на південний захід від Східниці та за 31 км на південний захід від Дрогобича.
У назві наголошують літеру «у». Межує зі селом Рибник.
Назву виводять від дерева дуба. За версією науковиці Віри Котович, у назві поселення відображено назву лісового масиву. Ойконім утворено від апелятива дубина «дубовий ліс, гай; дубова памолодь».
Однак відомий учений К. Тищенко виводить численні топоніми з основою дуб- від готського слова daupjan — «хрестити, занурювати».
Як випливає з наукового тлумачення версії про походження назви хутора, він міг бути заснований приблизно в середині I тисячоліття. За переказами, хутір засновано у XIX ст. Проте, перша писемна згадка про поселення припадає лише на 1947 р. — Дубина.
З розповідей місцевих жителів, до 1939 р. було 16 хат, налічувалось близько 100 осіб. У 2008 р. проживало 17 людей та стояло 8 хат.
На карті Дрогобицької області УРСР за станом на 1940 р., назву поселення не позначено. Проте, місцевість управлялась Рибницькою сільською радою Підбузького району Дрогобицької області.
У період нацистської окупації під час Другої світової війни, зі серпня 1941 р. по серпень 1944 р. місцевість входила до волості (нім. Landgemeinde) Новий Кропивник окружного староства Дрогобич (нім. Kreishauptmannschaft Drohobycz) дистрикту Галичина Генерал-губернаторства для окупованих польських земель.
У 1946 р. - хутір у складі присілку Локоть села Рибник належало до Рибницької сільської ради Підбузького району Дрогобицької області.
У період між 1959 та 1962 роками його об'єднали зі селом Довге - так воно перейшло до Довжанської сільської ради Дрогобицького району Львівської області.
Після чергової адміністративно-територіальної реформи, у 2020 р., - хутір у складі села Довге увійшов до Новокропивницького старостинського округу Східницької громади Дрогобицького району Львівської області.
Селяни займались рільництвом, тваринництвом, ремеслами, згодом заготівлею лісу для тартаку, працювали на нафтових промислах у Бориславі та Східниці.
На хуторі є один урбанонім — вулиця Олекси Довбуша.
Biд початку існування хутір адміністративно належав то до села Локоть (тепер присілок села Рибник), то до Рибника, то до Довгого.
Цікавою туристичною атракцією є підвісний міст через ріку Стрий.
Сусідні населені пункти: